# MV Ocean Star Pacific
El MV Ocean Star Pacific fue un crucero  que fue operado por varias navieras, entre ellas Ocean Star Cruises en 2011. Fue construido en 1971 por Wärtsilä en Helsinki, Finlandia para la Royal Caribbean Cruise Lines como MV Nordic Prince. Fue desguazado en 2015.

## Historial de servicio

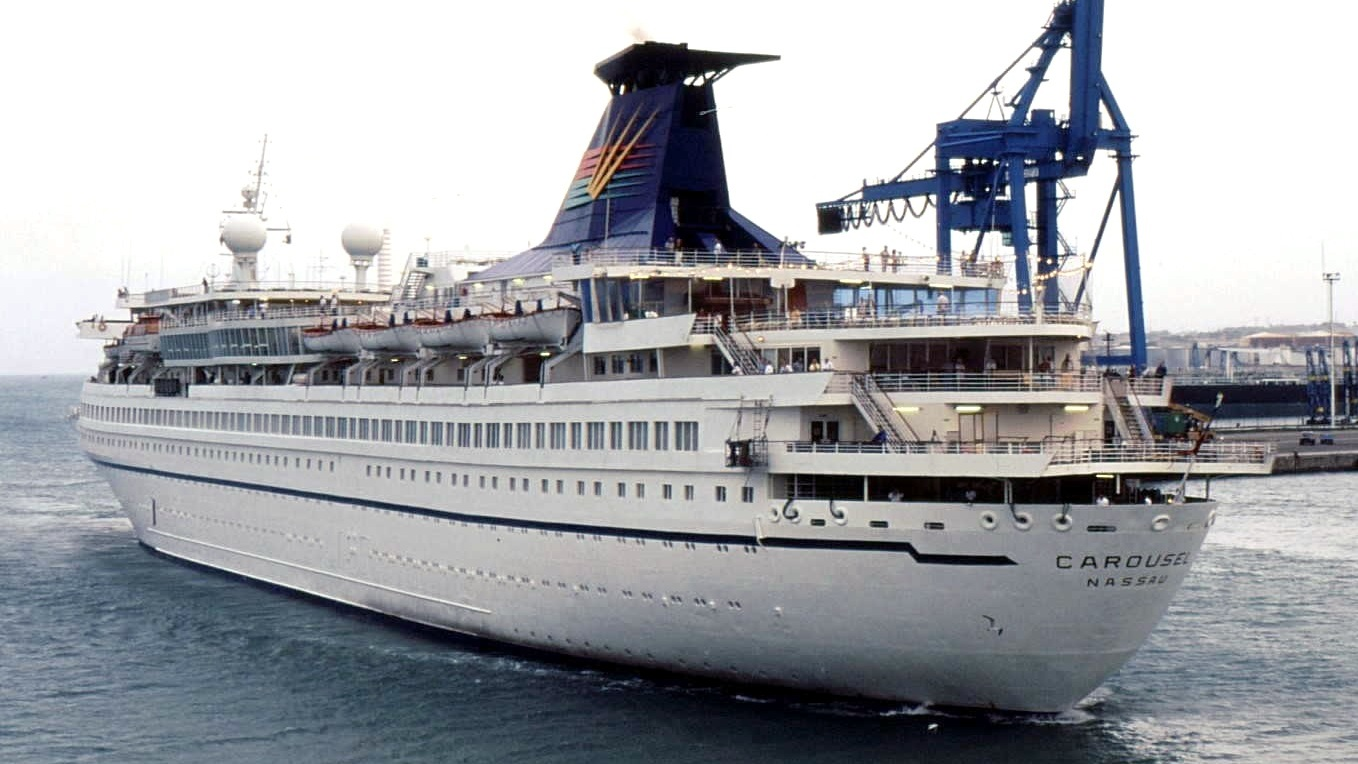
El Carousel en 1995.

El Nordic Prince fue el segundo barco que se construyó para la Royal Caribbean, y fue uno de los primeros barcos de crucero modernos construidos con tal objetivo. Fue botado el 9 de julio de 1970 y entró en servicio para la RCCL el 31 de julio de 1971. Al igual que su barco gemelo, el MV Song of Norway, se utilizó para cruceros en el Caribe con Miami como puerto de partida. En junio de 1980 la nave fue remodelada por Wärtsilä en Helsinki, cuando la RCCL adquirió nuevos barcos a finales de 1980, el Nordic Prince fue utilizado para cruceros alrededor del mundo. 

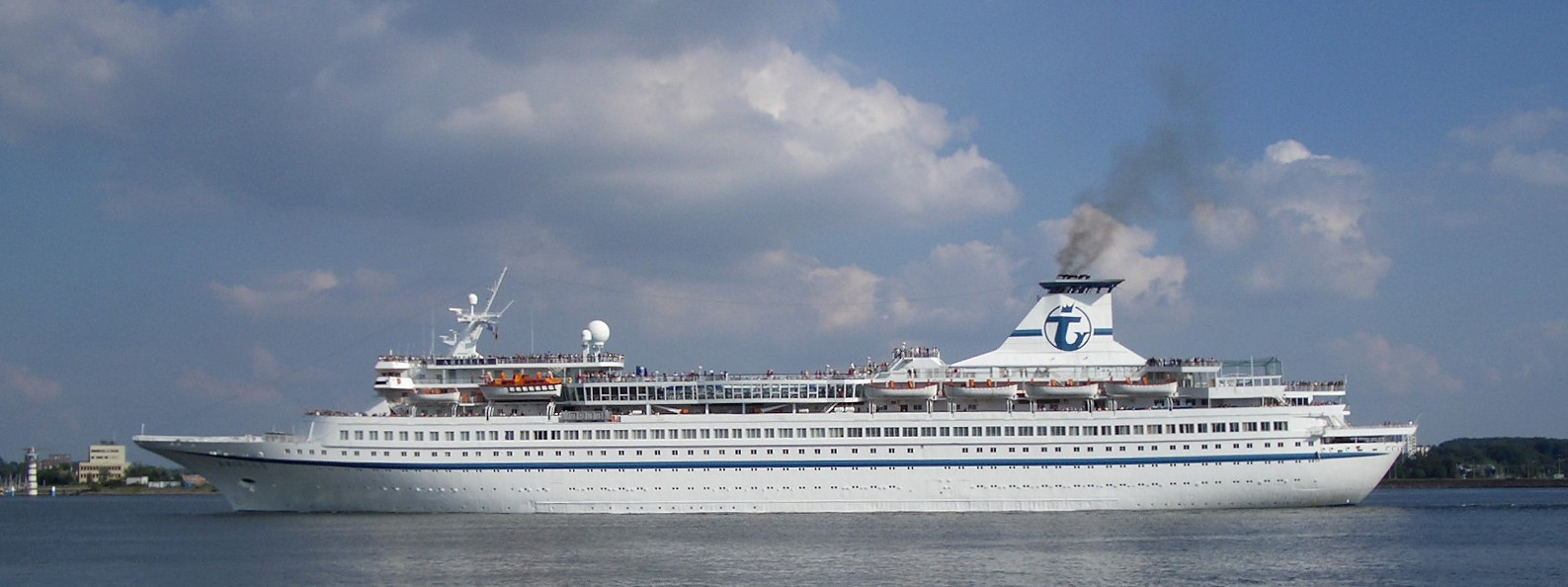
El Arielle en 2007.

En marzo de 1995 fue vendido a Sun Cruises. Renombrado MV Carousel, el barco comenzó a hacer cruceros para Sun Cruises el 6 de mayo de 1995. Durante su tiempo con Sun Cruises pasó los veranos en cruceros en el Mediterráneo, pero durante las temporadas de invierno regresaba al Caribe. En febrero de 2000, el Carousel encalló cerca de Cancún, México, lo que lo llevó a la cancelación de cinco cruceros, mientras que estaba siendo reparado. A principios de la década de 2000 Sun Cruises comenzó a retirarse del negocio de los cruceros. En julio de 2004, el Carousel fue vendido a Louis Cruise Lines. Fue el último crucero de Sun Cruises en servicio.
Louis Cruise Lines renombró el barco como MV Aquamarine, y a partir de junio de 2005 fue utilizado en cruceros de siete días en todo el Mediterráneo, con Génova como puerto de partida. En abril de 2006 el buque fue transferido por cinco años a Transocean Tours llamándolo Arielle. Sin embargo esto se disolvió a principios de 2008, cuando la nave regresó a la flota de Louis y volvió a llamarse Aquamarine.

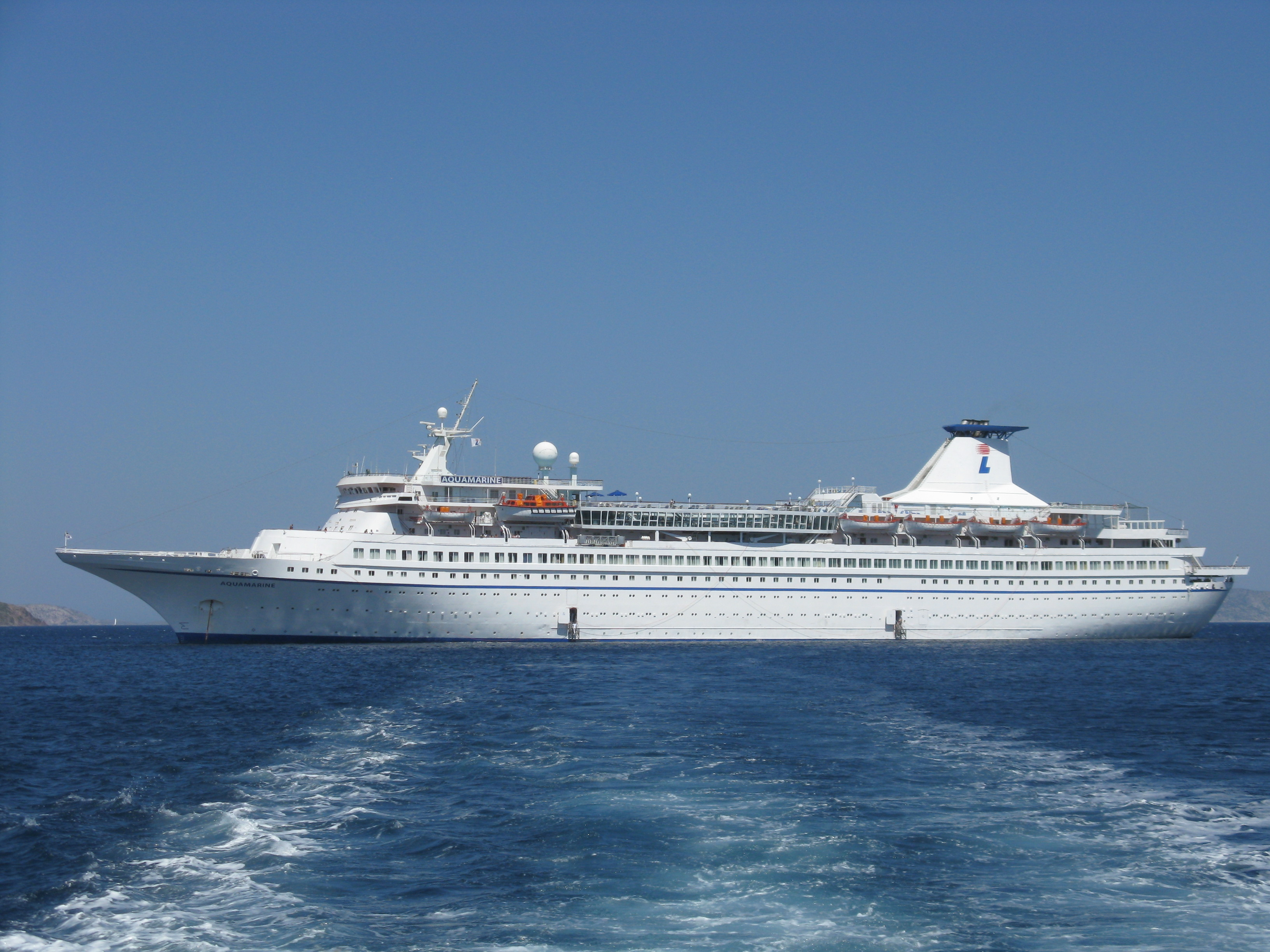
El Aquamarine en 2008.

En diciembre de 2010 Louis Cruises anunció que iba a continuar con la renovación de su flota con la venta del Aquamarine a la naviera mexicana Ocean Star Cruises.
El Ocean Star Pacific inició operaciones con la Ocean Star Cruises el 10 de abril de 2011 y el 15 de abril por la noche quedó a la deriva frente a las costas de Huatulco, México debido a una falla en mecánica.
El buque quedó sin energía eléctrica cerca de las 22:30 (hora local) luego de que iniciara un incendio en un motor en la sala de máquinas, dañando los generadores eléctricos.
Posteriormente, el 26 de julio del mismo año, sufrió una segunda avería, esta vez en los sistemas de enfriamiento y aire acondicionado, razón por la que fue dado de baja y la empresa detuvo sus operaciones en 2012. En 2015 el buque fue desguazado.